# Johan Hedberg
Johan Hedberg (* 5. května 1973, Leksand, Švédsko) je švédský hokejový brankář, který naposledy nastupoval za New Jersey Devils v severoamerické NHL.

## Kariéra
Johan Hedberg byl vybrán v 9. kole na celkově 218. místě ve Vstupním draftu NHL 1994 klubem Philadelphia Flyers. Před podpisem smlouvy s Atlantou Thrashers v roce 2006 chytal v NHL za kluby Dallas Stars, Vancouver Canucks a Pittsburgh Penguins. Také hrál za kluby v nižších severoamerických ligách: Baton Rouge Kingfish, Detroit Vipers, Manitoba Moose a Kentucky Thoroughblades. Svojí kariéru začínal ve Švédsku, ve svém rodném městě Leksand za tamní IF.
26. prosince 2005 zaznamenal dvě asistence v zápase proti St. Louis Blues a bylo to poprvé co se něco takového povedlo brankáři Dallasu Stars a poprvé v NHL od 29. prosince 2000, kdy se to podařilo Patricku Royovi.
S Atlantou podepsal dvouletou smlouvu v červenci 2006 a začínal jako náhradník Kariho Lehtonena. Kvůli zranění, které v sezóně 2007-08 dlouhodobě vyřadilo Lehtonena za hry, převzal roli týmové jedničky Hedberg. 16. června 2008 podepsal s Thrashers několikaletou smlouvu. Během sezóny 2009-10 se v brance střídal s Ondřejem Pavelcem. Původní jednička Lehtonen vynechal většinu sezóny a po sezóně byl vyměněn. Hedberg s Thrashers i přes solidní výkony neprodloužil smlouvu a 1. července 2010 podepsal jednoletou smlouvu s New Jersey Devils.

## Úspěchy

### Individuální úspěchy
- Nejlepší v procentuální úspěšnosti chycených střel ligy Elitserien - 1992-93
- Absolvent ECHL měsíce - únor 2011

### Týmové úspěchy
- Bronzová medaile na MS - 1994, 1999
- Stříbrná medaile na MS - 1997
- Zlatá medaile na MS - 1998

## Prvenství
- Debut v NHL - 16. března 2001 (Florida Panthers proti Pittsburgh Penguins)
- První inkasovaný gól v NHL - 16. března 2001 (Florida Panthers proti Pittsburgh Penguins, ruským útočníkem Pavel Bure)
- První vychytaná nula v NHL - 18. října	2001 (Ottawa Senators proti Pittsburgh Penguins)

## Statistiky

### Základní části
| Sezona        | Tým                     | Liga          | Z   | V   | P   | R  | Pvp | MIN    | OG  | ČK | POG  | %ChS |
| ------------- | ----------------------- | ------------- | --- | --- | --- | -- | --- | ------ | --- | -- | ---- | ---- |
| 1992–93       | Leksands IF             | SEL           | 10  | —   | —   | —  | —   | 600    | 24  | —  | 2.40 | —    |
| 1993–94       | Leksands IF             | SEL           | 17  | —   | —   | —  | —   | 1020   | 48  | —  | 2.82 | —    |
| 1994–95       | Leksands IF             | SEL           | 17  | —   | —   | —  | —   | 986    | 58  | —  | 3.53 | —    |
| 1995–96       | Leksands IF             | SEL           | 34  | —   | —   | —  | —   | 2013   | 95  | —  | 2.83 | —    |
| 1996–97       | Leksands IF             | SEL           | 38  | —   | —   | —  | —   | 2260   | 95  | 3  | 2.52 | —    |
| 1997–98       | Baton Rouge Kingfish    | ECHL          | 2   | 1   | 1   | 0  | —   | 100    | 58  | 7  | 4.20 | .879 |
| 1997–98       | Detroit Vipers          | IHL           | 16  | 7   | 2   | 2  | —   | 726    | 32  | 1  | 2.64 | .899 |
| 1997–98       | Manitoba Moose          | IHL           | 14  | 8   | 4   | 1  | —   | 745    | 32  | 1  | 2.58 | .922 |
| 1998–99       | Leksands IF             | SEL           | 48  | —   | —   | —  | —   | 2940   | 140 | 0  | 2.86 | .903 |
| 1999–00       | Kentucky Thoroughblades | AHL           | 33  | 18  | 9   | 5  | —   | 1973   | 88  | 3  | 2.68 | .917 |
| 2000–01       | Manitoba Moose          | IHL           | 46  | 23  | 13  | 7  | —   | 2697   | 115 | 1  | 2.56 | .912 |
| 2000–01       | Pittsburgh Penguins     | NHL           | 9   | 7   | 1   | 1  | —   | 545    | 24  | 0  | 2.64 | .905 |
| 2001–02       | Pittsburgh Penguins     | NHL           | 66  | 25  | 34  | 7  | —   | 3877   | 178 | 6  | 2.76 | .904 |
| 2002–03       | Pittsburgh Penguins     | NHL           | 41  | 14  | 22  | 4  | —   | 2411   | 126 | 1  | 3.14 | .895 |
| 2003–04       | Vancouver Canucks       | NHL           | 21  | 8   | 6   | 2  | —   | 1098   | 46  | 3  | 2.51 | .900 |
| 2003–04       | Manitoba Moose          | AHL           | 2   | 0   | 2   | 0  | —   | 125    | 9   | 0  | 4.32 | .883 |
| 2004–05       | Leksands IF             | SEL           | 21  | —   | —   | —  | —   | 1274   | 45  | 1  | 2.12 | —    |
| 2005–06       | Dallas Stars            | NHL           | 19  | 12  | 4   | —  | 1   | 1079   | 48  | 0  | 2.67 | .898 |
| 2006–07       | Atlanta Thrashers       | NHL           | 21  | 9   | 4   | —  | 2   | 1058   | 51  | 0  | 2.89 | .898 |
| 2007–08       | Atlanta Thrashers       | NHL           | 36  | 14  | 15  | —  | 3   | 1928   | 111 | 1  | 3.46 | .892 |
| 2008–09       | Atlanta Thrashers       | NHL           | 33  | 13  | 12  | —  | 3   | 1717   | 100 | 0  | 3.49 | .886 |
| 2009–10       | Atlanta Thrashers       | NHL           | 47  | 21  | 16  | —  | 6   | 2632   | 115 | 3  | 2.62 | .915 |
| 2010–11       | New Jersey Devils       | NHL           | 34  | 15  | 12  | —  | 2   | 1718   | 68  | 3  | 2.38 | .912 |
| 2011–12       | New Jersey Devils       | NHL           | 27  | 17  | 7   | —  | 2   | 1592   | 59  | 4  | 2.23 | .918 |
| 2012–13       | New Jersey Devils       | NHL           | 19  | 6   | 10  | —  | 3   | 1109   | 51  | 1  | 2.76 | .883 |
| 2013–14       | Albany Devils           | AHL           | 1   | 0   | 0   | —  | 0   | 38     | 2   | 0  | 3.18 | .846 |
| Celkemm v NHL | Celkemm v NHL           | Celkemm v NHL | 373 | 161 | 143 | 14 | 22  | 20,759 | 977 | 22 | 2.82 | .901 |

### Play-off
| Sezona       | Tým                     | Liga         | Z  | V  | P  | MIN  | OG | ČK | POG  | %ChS |
| ------------ | ----------------------- | ------------ | -- | -- | -- | ---- | -- | -- | ---- | ---- |
| 1995–96      | Leksands IF             | SEL          | 4  | —  | —  | 240  | 13 | —  | 3.25 | —    |
| 1996–97      | Leksands IF             | SEL          | 8  | —  | —  | 581  | 18 | 1  | 1.86 | —    |
| 1997–98      | Manitoba Moose          | IHL          | 2  | —  | —  | 105  | 6  | 0  | 3.40 | —    |
| 1998–99      | Leksands IF             | SEL          | 4  | —  | —  | 255  | 15 | 0  | 3.53 | —    |
| 1999–00      | Kentucky Thoroughblades | AHL          | 5  | —  | —  | 311  | 10 | 1  | 1.93 | .950 |
| 2000–01      | Pittsburgh Penguins     | NHL          | 18 | 9  | 9  | 1124 | 43 | 2  | 2.30 | .911 |
| 2003–04      | Vancouver Canucks       | NHL          | 2  | 1  | 1  | 99   | 4  | 0  | 2.45 | .922 |
| 2006–07      | Atlanta Thrashers       | NHL          | 2  | 0  | 2  | 118  | 5  | 0  | 2.56 | .928 |
| 2011–12      | New Jersey Devils       | NHL          | 1  | 0  | 1  | 37   | 1  | 0  | 1.67 | .929 |
| Celkem v NHL | Celkem v NHL            | Celkem v NHL | 23 | 10 | 13 | 1375 | 53 | 2  | 2.31 | .914 |

### Reprezentace
| Rok                       | Tým                       | Soutěž                    | Z | V | P | R | MIN | OG | ČK | POG  | %ChS  |
| ------------------------- | ------------------------- | ------------------------- | - | - | - | - | --- | -- | -- | ---- | ----- |
| 1997                      | Švédsko                   | MS                        | 1 |   |   |   | 60  | 1  | 0  | 1.00 | .938  |
| 1998                      | Švédsko                   | MS                        | 1 | 1 | 0 | 0 | 60  | 2  | 0  | 2.00 | .867  |
| 1999                      | Švédsko                   | MS                        | 1 | 0 | 0 | 0 | 1   | 0  | 0  | 0.00 | 1.000 |
| 2002                      | Švédsko                   | OH                        | 1 | 1 | 0 | 0 | 60  | 1  | 0  | 1.00 | .950  |
| Seniorská kariéra celkově | Seniorská kariéra celkově | Seniorská kariéra celkově | 4 | — | — | — | 181 | 4  | 0  | 1.33 | —     |